# Worker
A Worker egy nyílt forráskódú, alapvetően linuxos rendszereken elérhető kétpaneles fájlkezelő program. A szoftver fejlesztése 1999-ben indult C++ programozási nyelven és a kinézete és működése sok tekintetben hasonló a Directory Opus korábbi, nyílt forráskódúvá tett 4-es változatához.

## Licenc
A Worker GNU GPL 2.0 vagy újabb alatt érhető el.

## Működés
A Worker a klasszikus kétpaneles fájlböngészést és általános interfészt nyújtja X Window ablakozó felület alatt. Egérrel és billentyűzettel is vezérelhető. Nem korlátozott a vezérlőgombok száma és típusa. A szoftver a fájlokat mind kiterjesztés, mind tartalom alapján felismeri. A fogd és vidd (Drag & Drop) funkció működik. Ha az xli képnézegető telepítve van, akkor a képfájlok gyorsnézete jeleníthető meg a szemközti panelen, ha pedig x11-utils csomag is jelen van, akkor az xmessage parancsot használja informatív üzenetmegjelenítésre.

## Szoftverjellemzők
- alacsony erőforrásigény (alapvetően csak az X11 függvénykönyvtárait használja)
- gyors és könnyű hozzáférés tömörített állományokhoz (tar/tgz/tbz, gzip, bzip2, zip, rar, ar, lha, zoo, rpm, iso9660, diff, arj, cpio stb...)
- távoli megosztások egyszerű elérése (saját FTP-kezelő)
- beépített fájlkezelő parancsok (copy, move, rename, delete, makedir, chmod, chown), szimbolikus linkek kezelése
- beépített szövegfájl megjelenítő
- böngészőfülek
- fájlkereső
- helyérzékeny menük
- könyvjelzők a gyakran használt könyvtárakhoz
- címkék hozzárendelése fájlokhoz
- saját kötetkezelő (mount/unmount)
- szűrők használata a fájlpaneleken
- külső parancsok, programok hozzárendelhetősége a vezérlőgombokhoz
- UTF-8 támogatás (8-bites Unicode)
- belső beállításszerkesztő felület[3]
- megjelenített betűtípusok konfigurálhatósága